# Puebla de Sancho Pérez
Puebla de Sancho Pérez – gmina w Hiszpanii, w prowincji Badajoz, w Estramadurze, o powierzchni 56,69 km². W 2011 roku gmina liczyła 2856 mieszkańców.